# ويليام جي. روز
ويليام جي. روز (بالإنجليزية: William G. Rose)‏ هو محامي وسياسي أمريكي، ولد في 23 سبتمبر 1829، وتوفي في 15 سبتمبر 1899. حزبياً، نشط في الحزب الجمهوري. وقد انتخب عضو مجلس نواب بنسيلفانيا.